# Parapsaenythia inornata
Parapsaenythia inornata är en biart som beskrevs av Jesus Santiago Moure 1998. Parapsaenythia inornata ingår i släktet Parapsaenythia och familjen grävbin. Inga underarter finns listade i Catalogue of Life.